# Olympische Sommerspiele 1996/Teilnehmer (Australien)
| Gelbes Symbol für Goldmedaillen mit stilisierten Olympischen Ringen | Graues Symbol für Silbermedaillen mit stilisierten Olympischen Ringen | Braundes Symbol für Bronzemedaillen mit stilisierten Olympischen Ringen |
| ------------------------------------------------------------------- | --------------------------------------------------------------------- | ----------------------------------------------------------------------- |
| 9                                                                   | 9                                                                     | 23                                                                      |

Australien nahm bei den Olympischen Sommerspielen 1996 in der US-amerikanischen Metropole Atlanta mit 417 Sportlern, 167 Frauen und 250 Männern, in 211 Wettbewerben in 26 Sportarten teil.
Seit 1896 war es die 23. Teilnahme Australiens bei Olympischen Sommerspielen. Damit war Australien eine von fünf Nationen, die bis dahin bei allen Olympischen Sommerspielen teilgenommen hatte.

## Flaggenträger
Der Reiter Andrew Hoy trug die Flagge Australiens während der Eröffnungsfeier am 19. Juli im Centennial Olympic Stadium, bei der Schlussfeier wurde sie vom Ruderer Mike McKay getragen.
Siehe auch → Liste der Flaggenträger der australischen Mannschaften bei Olympischen Spielen

## Medaillengewinner
Mit neun gewonnenen Gold-, neun Silber- und 23 Bronzemedaillen belegte das australische Team Platz 7 im Medaillenspiegel.

### Gold
| Name/n | Sportart  | Wettkampf             |
| --- | --------- | --------------------- |
| Wendy Schaeffer, Phillip Dutton, Andrew Hoy und Gillian Rolton | Reiten    | Mannschaftswettbewerb |
| Michelle Andrews, Alyson Annan, Louise Dobson, Renita Farrell, Juliet Haslam, Rechelle Hawkes, Clover Maitland, Karen Marsden, Jenny Morris, Nova Peris-Kneebone, Jackie Pereira, Katrina Powell, Lisa Powell, Danni Roche, Kate Starre und Liane Tooth | Hockey    | Damenturnier          |
| James Tomkins, Drew Ginn, Nick Green und Mike McKay | Rudern    | Vierer                |
| Kate Slatter und Megan Still | Rudern    | Zweier                |
| Michael Diamond | Schießen  | Trap                  |
| Russell Mark | Schießen  | Trap                  |
| Kieren Perkins | Schwimmen | 1500 m Freistil       |
| Susie O’Neill | Schwimmen | 200 m Schmetterling   |
| Todd Woodbridge und Mark Woodforde | Tennis    | Herren-Doppel         |

### Silber
| Name/n | Sportart       | Wettkampf               |
| --- | -------------- | ----------------------- |
| Cathy Freeman | Leichtathletik | 400 Meter               |
| Louise McPaul | Leichtathletik | Speerwurf               |
| Michelle Ferris | Radsport       | Sprint                  |
| Robert Scott und David Weightman                                                                                   | Rudern         | Zweier                  |
| Daniel Kowalski | Schwimmen      | 1500 m Freistil         |
| Scott Miller | Schwimmen      | 100 m Schmetterling     |
| Petria Thomas | Schwimmen      | 200 m Schmetterling     |
| Nicole Stevenson, Susie O’Neill, Samantha Riley, Sarah Ryan, Helen Denman (Vorläufe) und Angela Kennedy (Vorläufe) | Schwimmen      | 4 × 100-m-Lagen-Staffel |
| Mitch Booth und Andrew Landenberger                                                                                | Segeln         | Tornado                 |

### Bronze
| Name/n | Sportart     | Wettkampf                     |
| --- | ------------ | ----------------------------- |
| Michele Timms, Allison Tranquilli, Jenny Whittle, Fiona Robinson, Shelley Sandie, Rachael Sporn, Michelle Chandler, Trisha Fallon, Robyn Maher, Carla Boyd, Michelle Brogan und Sandy Brondello | Basketball   | Damen-Turnier                 |
| Clint Robinson | Kanu         | Einer-Kajak 1000 m            |
| Daniel Collins und Andrew Trim | Kanu         | Zweier-Kajak 500 m            |
| Katrin Borchert und Annemarie Wood | Kanu         | Zweier-Kajak 500 m            |
| Bradley McGee | Radsport     | 4000 m Einerverfolgung        |
| Bradley McGee, Stuart O’Grady, Tim O’Shannessey und Dean Woods | Radsport     | 4000 m Mannschaftsverfolgung  |
| Stuart O’Grady | Radsport     | Punktefahren (50 km)          |
| Lucy Tyler-Sharman | Radsport     | Punktefahren (26 km)          |
| Stuart Carruthers, Baeden Choppy, Stephen Davies, Damon Diletti, Lachlan Dreher, Lachlan Elmer, Brendan Garard, Paul Gaudoin, Mark Hager, Paul Snowden Lewis, Grant Smith, Matthew Smith, Daniel Sproule, Jay Stacy, Michael York und Ken Wark                                                                                   | Hockey       | Herrenturnier                 |
| Ron Snook, Duncan Free, Bo Hanson und Janusz Hooker | Rudern       | Doppelvierer                  |
| Anthony Edwards und Bruce Hick | Rudern       | Leichtgewichts-Doppelzweier   |
| Rebecca Joyce und Virginia Lee | Rudern       | Leichtgewichts-Doppelzweier   |
| Deserie Huddleston | Schießen     | Doppeltrap                    |
| Natalie Ward, Brooke Wilkins, Nicole Richardson, Melanie Roche, Natalie Titcume, Malina Milson, Tracey Mosley, Haylea Petrie, Joyce Lester, Sally McDermid, Francine McRae, Suzanne Fairhurst, Tanya Harding, Jennifer Holliday, Carolyn Crudgington, Kerry Dienelt, Peta Edebone, Belinda Ashworth, Joanne Brown und Kim Cooper | Softball     | Damenturnier                  |
| Daniel Kowalski | Schwimmen    | 200 m Freistil                |
| Daniel Kowalski | Schwimmen    | 400 m Freistil                |
| Scott Goodman | Schwimmen    | 200 m Schmetterling           |
| Philip Rogers, Steven Dewick, Scott Miller, Michael Klim und Toby Haenen (Vorläufe) | Schwimmen    | 4 × 100-m-Lagen-Staffel       |
| Samantha Riley | Schwimmen    | 100 m Brust                   |
| Emma Johnson, Susie O’Neill, Julia Greville, Nicole Stevenson und Lise Mackie (Vorläufe) | Schwimmen    | 4 × 200-m-Freistil-Staffel    |
| Natalie Cook und Kerri Pottharst | Volleyball   | Beachvolleyball               |
| Stefan Botev | Gewichtheben | Superschwergewicht (> 108 kg) |
| Colin Beashel und David Giles | Segeln       | Star                          |

## Teilnehmer
Die jüngste Teilnehmerin Australiens war die Turnerin Kirsty-Leigh Brown mit 14 Jahren und 251 Tagen, der älteste war der Schütze Pat Murray mit 51 Jahren und 135 Tagen.
| Name                                | Alter | Geschlecht | Sportart           | Resultat(e) |
| ----------------------------------- | ----- | ---------- | ------------------ | --- |
| Nicholas A’Hern                     | 27    | männlich   | Leichtathletik     | Platz 4 über 20 Kilometer Gehen |
| Phil Adams                          | 50    | männlich   | Schießsport        | Platz 29 mit der Luftpistole; Platz 30 mit der Freien Pistole |
| Paul Agostino                       | 21    | männlich   | Fußball            | Platz 13 mit der Mannschaft |
| Brett Aitken                        | 25    | männlich   | Radsport           | Bronze in der Teamverfolgung |
| Malcolm Allen                       | 23    | männlich   | Schwimmen          | Platz 13 über 400 Meter Freistil; Platz 4 mit der 200-Meter-Freistilstaffel |
| Ross Aloisi                         | 23    | männlich   | Fußball            | Platz 13 mit der Mannschaft |
| Chris Anderson                      | 28    | männlich   | Leichtathletik     | Platz 27 in der Hochsprungqualifikation |
| Kate Anderson-Richardson            | 22    | weiblich   | Leichtathletik     | Platz 14 im ersten Halbfinale über 5000 Meter |
| Ramon Andersson                     | 33    | männlich   | Kanurennsport      | Platz 9 im Kajak-Vierer über 1000 Meter |
| Michelle Andrews                    | 24    | weiblich   | Hockey             | Gold mit der Mannschaft |
| Alyson Annan                        | 23    | weiblich   | Hockey             | Gold mit der Mannschaft |
| Peter Antonie                       | 38    | männlich   | Rudern             | Platz 8 im Doppelzweier |
| Simon Arkell                        | 30    | männlich   | Leichtathletik     | Stabhochsprung |
| Vyninka Arlow                       | 22    | weiblich   | Wasserspringen     | Platz 19 vom Turm |
| Marc Babic                          | 23    | männlich   | Fußball            | Platz 13 mit der Mannschaft |
| Simon Baker                         | 38    | männlich   | Leichtathletik     | 50 Kilometer Gehen |
| Vanessa Baker                       | 22    | weiblich   | Wasserspringen     | Platz 25 vom Turm |
| Sue Banks                           | 24    | weiblich   | Schießsport        | Platz 31 mit dem Luftgewehr |
| Colin Beashel                       | 36    | männlich   | Segeln             | Bronze im Star |
| David Belcher                       | 29    | männlich   | Rudern             | Platz 6 im Leichtgewichts-Vierer ohne Steuermann |
| Nikki Bishop                        | 23    | weiblich   | Reitsport          | Vielseitigkeit-Einzel |
| Michael Blackburn                   | 25    | männlich   | Segeln             | Platz 4 im Laser |
| Peter Blackburn                     | 28    | männlich   | Badminton          | Platz 9 im Doppel, Platz 9 im Mixed |
| Nicole Boegman-Staines              | 29    | weiblich   | Leichtathletik     | Platz 7 im Weitsprung |
| Justin Boocock                      | 21    | männlich   | Kanuslalom         | Platz 16 im Kanadier-Einer |
| Mitch Booth                         | 33    | männlich   | Segeln             | Silber im Tornado |
| Katrin Borchert                     | 27    | weiblich   | Kanurennsport      | Bronze im Kajak-Zweier über 500 Meter; Platz 7 im Kajak-Einer über 500 Meter |
| Ray Borner                          | 34    | männlich   | Basketball         | Platz 4 mit der Mannschaft |
| Carla Boyd                          | 20    | weiblich   | Basketball         | Bronze mit der Mannschaft |
| Mark Bradtke                        | 27    | männlich   | Basketball         | Platz 4 mit der Mannschaft |
| Christine Bridge                    | 34    | weiblich   | Segeln             | Platz 11 im Europe |
| Deonne Bridger                      | 24    | weiblich   | Bogenschießen      | Platz 57 im Einzel |
| Steve Brimacombe                    | 25    | männlich   | Leichtathletik     | Platz 5 im zweiten Halbfinale über 200 Meter; Zweites Halbfinale mit der 100-Meter-Staffel |
| Michelle Brogan-Griffiths           | 23    | weiblich   | Basketball         | Bronze mit der Mannschaft |
| Sandy Brondello                     | 27    | weiblich   | Basketball         | Bronze mit der Mannschaft |
| Cris Brown                          | 33    | männlich   | Ringen             | Platz 19 im Mittelgewicht Freistil |
| Damian Brown                        | 26    | männlich   | Gewichtheben       | Platz 17 im Mittelgewicht |
| Joanne Brown                        | 24    | weiblich   | Softball           | Bronze mit der Mannschaft |
| Addy Bucek                          | 35    | weiblich   | Segeln             | Platz 8 im 470er |
| Simon Burgess                       | 28    | männlich   | Rudern             | Platz 6 im Leichtgewichts-Vierer ohne Steuermann |
| Heidi Burnett                       | 34    | weiblich   | Judo               | Platz 14 im Schwergewicht |
| Russell Butler                      | 28    | männlich   | Wasserspringen     | Platz 28 vom Brett |
| Paul Byrne                          | 20    | männlich   | Leichtathletik     | Platz 6 im ersten Halbfinale über 800 Meter |
| David Cameron                       | 22    | männlich   | Rudern             | Platz 13 im Einer |
| Lisa Campbell                       | 28    | weiblich   | Badminton          | Platz 33 im Einzel; Platz 17 im Mixed |
| Dean Capobianco                     | 26    | männlich   | Leichtathletik     | 200 Meter |
| Sean Carlin                         | 28    | männlich   | Leichtathletik     | Platz 25 in der Hammerwurfqualifikation |
| Stuart Carruthers                   | 26    | männlich   | Hockey             | Bronze mit der Mannschaft |
| Luke Casserly                       | 22    | männlich   | Fußball            | Platz 13 mit der Mannschaft |
| Rhonda Cator                        | 29    | weiblich   | Badminton          | Platz 17 im Einzel; Platz 9 im Mixed |
| Michelle Chandler                   | 22    | weiblich   | Basketball         | Bronze mit der Mannschaft |
| Baeden Choppy                       | 20    | männlich   | Hockey             | Bronze mit der Mannschaft |
| Paul Cleary                         | 20    | männlich   | Leichtathletik     | Platz 11 im fünften Vorlauf über 1500 Meter |
| Daniel Collins                      | 25    | männlich   | Kanurennsport      | Bronze im Kajak-Zweier über 500 Meter |
| Natalie Cook                        | 21    | weiblich   | Beachvolleyball    | Bronze |
| Allison Cook-Tranquilli             | 23    | weiblich   | Basketball         | Bronze mit der Mannschaft |
| Simon Coombs                        | 20    | männlich   | Schwimmen          | Platz 28 über 200 Meter Lagen |
| David Cooper                        | 25    | männlich   | Reitsport          | Platz 18 mit der Springreiten-Mannschaft; Platz 71 in der Qualifikation des Einzelspringens |
| Kim Cooper                          | 30    | weiblich   | Softball           | Bronze mit der Mannschaft |
| Steve Corica                        | 23    | männlich   | Fußball            | Platz 13 mit der Mannschaft |
| Daniela Costian                     | 31    | weiblich   | Leichtathletik     | Platz 14 in der Diskuswurfqualifikation |
| Duane Cousins                       | 23    | männlich   | Leichtathletik     | 50 Kilometer Gehen |
| Annemarie Cox-Wood                  | 29    | weiblich   | Kanurennsport      | Bronze im Kajak-Zweier über 500 Meter |
| Justann Crawford                    | 22    | männlich   | Boxen              | Platz 9 im Mittelgewicht |
| Shaun Creighton                     | 29    | männlich   | Leichtathletik     | Platz 14 im ersten Halbfinale über 5000 Meter; Platz 13 im zweiten Halbfinale über 10.000 Meter |
| Sharon Cripps                       | 19    | weiblich   | Leichtathletik     | Platz 7 mit der 100-Meter-Staffel |
| Marg Crowley                        | 29    | weiblich   | Leichtathletik     | Platz 5 über 1500 Meter |
| Carolyn Crudgington                 | 27    | weiblich   | Softball           | Bronze mit der Mannschaft |
| David Cunningham                    | 34    | männlich   | Schießsport        | Platz 20 im Skeet |
| Andrew Currey                       | 25    | männlich   | Leichtathletik     | Platz 21 in der Speerwurfqualifikation |
| Alison Davies                       | 21    | weiblich   | Rudern             | Platz 5 im Achter |
| Stephen Davies                      | 27    | männlich   | Hockey             | Bronze mit der Mannschaft |
| Scott Dawes                         | 24    | männlich   | Baseball           | Platz 7 mit der Mannschaft |
| Jason Day                           | 25    | männlich   | Rudern             | Platz 8 im Doppelzweier |
| Rod de Highden                      | 27    | männlich   | Leichtathletik     | Platz 23 im Marathon |
| Helen Denman                        | 19    | weiblich   | Schwimmen          | Silber mit der 100-Meter-Lagenstaffel; Platz 11 über 100 Meter Rücken |
| Steven Dewick                       | 20    | männlich   | Schwimmen          | Bronze mit der 100-Meter-Lagenstaffel; Platz 15 über 100 Meter Rücken; Platz 23 über 200 Meter Rücken |
| Michael Diamond                     | 24    | männlich   | Schießsport        | Gold im Trap |
| Kerry Dienelt                       | 27    | weiblich   | Softball           | Bronze mit der Mannschaft |
| Damon Diletti                       | 25    | männlich   | Hockey             | Bronze mit der Mannschaft |
| Carly Dixon                         | 22    | weiblich   | Judo               | Platz 18 im Mittelgewicht |
| Louise Dobson                       | 23    | weiblich   | Hockey             | Gold mit der Mannschaft |
| Ben Dodwell                         | 24    | männlich   | Rudern             | Platz 6 im Achter |
| John Dorge                          | 33    | männlich   | Basketball         | Platz 4 mit der Mannschaft |
| Mark Doubleday                      | 22    | männlich   | Baseball           | Platz 7 mit der Mannschaft |
| Gina Douglas                        | 23    | weiblich   | Rudern             | Platz 5 im Achter |
| Brennon Dowrick                     | 24    | männlich   | Turnen             | Platz 35 im Mehrkampf-Einzel; Platz 83 in der Boden-Qualifikation; Platz 92 in der Pferdsprung-Qualifikation; Platz 56 in der Barren-Qualifikation; Platz 53 in der Reck-Qualifikation; Platz 69 in der Ringe-Qualifikation; Platz 45 in der Seitpferd-Qualifikation                  |
| Lachlan Dreher                      | 29    | männlich   | Hockey             | Bronze mit der Mannschaft |
| Matt Dunn                           | 22    | männlich   | Schwimmen          | Platz 4 mit der 200-Meter-Freistilstaffel; Platz 6 mit der 100-Meter-Freistilstaffel |
| Phillip Dutton                      | 32    | männlich   | Reitsport          | Gold mit der Vielseitigkeit-Mannschaft |
| Peta Edebone                        | 27    | weiblich   | Softball           | Bronze mit der Mannschaft |
| Anthony Edwards                     | 23    | männlich   | Rudern             | Bronze im Leichtgewichts-Doppelzweier |
| Lachlan Elmer                       | 27    | männlich   | Hockey             | Bronze mit der Mannschaft |
| Robert Enes                         | 20    | männlich   | Fußball            | Platz 13 mit der Mannschaft |
| Cadel Evans                         | 19    | männlich   | Radsport           | Platz 9 im Mountainbike |
| Darrem Fagan                        | 28    | männlich   | Judo               | Platz 21 im Halb-Leichtgewicht |
| Simon Fairweather                   | 26    | männlich   | Bogenschießen      | Platz 4 mit der Mannschaft; Platz 52 im Einzel |
| Trisha Fallon                       | 23    | weiblich   | Basketball         | Bronze mit der Mannschaft |
| Mia Farrance                        | 22    | weiblich   | Kanuslalom         | Platz 14 im Kajak-Einer |
| Renita Farrell-Garard               | 24    | weiblich   | Hockey             | Gold mit der Mannschaft |
| Jackson Fear                        | 18    | männlich   | Bogenschießen      | Platz 4 mit der Mannschaft; Platz 35 im Einzel |
| John Felton                         | 35    | männlich   | Kanuslalom         | Platz 14 im Kanadier-Zweier |
| Liane Fenwick                       | 25    | weiblich   | Beachvolleyball    | Platz 7 |
| Jaime Fernandez                     | 25    | männlich   | Rudern             | Platz 6 im Achter |
| Scott Ferrier                       | 22    | männlich   | Leichtathletik     | Zehnkampf |
| Michelle Ferris                     | 19    | weiblich   | Radsport           | Silber im Sprint |
| Scott Fisher                        | 33    | männlich   | Basketball         | Platz 4 mit der Mannschaft |
| Greg Fitzgerald                     | 19    | männlich   | Ringen             | Platz 18 im Fliegengewicht Freistil |
| Annemarie Forder                    | 18    | weiblich   | Schießsport        | Platz 23 mit der Luftpistole |
| Tim Forsyth                         | 22    | männlich   | Leichtathletik     | Platz 7 im Hochsprung |
| Duncan Free                         | 23    | männlich   | Rudern             | Bronze im Doppelvierer |
| Cathy Freeman                       | 23    | weiblich   | Leichtathletik     | Silber über 400 Meter; Platz 6 im ersten Halbfinale über 200 Meter |
| Chris Fydler                        | 23    | männlich   | Schwimmen          | Platz 18 über 50 Meter Freistil; Platz 13 über 100 Meter Freistil; Platz 6 mit der 100-Meter-Freistilstaffel |
| Melinda Gainsford-Taylor            | 24    | weiblich   | Leichtathletik     | Platz 5 im zweiten Halbfinale über 200 Meter; Platz sechs im zweiten Vorlauf mit der 400-Meter-Staffel |
| Natalie Galea                       | 23    | weiblich   | Judo               | Platz 15 im Halb-Schwergewicht |
| Brendan Garard                      | 24    | männlich   | Hockey             | Bronze mit der Mannschaft |
| Stacey Gartrell                     | 19    | weiblich   | Schwimmen          | Platz 11 über 800 Meter Freistil |
| Paul Gaudoin                        | 20    | männlich   | Hockey             | Bronze mit der Mannschaft |
| Andrew Gaze                         | 30    | männlich   | Basketball         | Platz 4 mit der Mannschaft |
| David Giles                         | 31    | männlich   | Segeln             | Bronze im Star |
| Drew Ginn                           | 21    | männlich   | Rudern             | Gold im Vierer ohne Steuermann |
| Harvey Goodman                      | 29    | männlich   | Gewichtheben       | Platz 16 im Mittel-Schwergewicht |
| Scott Goodman                       | 22    | männlich   | Schwimmen          | Bronze über 200 Meter Schmetterling |
| Shelley Sandie                      | 27    | weiblich   | Basketball         | Bronze mit der Mannschaft |
| Cathy Grainger-Brain                | 28    | weiblich   | Judo               | Platz 9 im Halb-Leichtgewicht |
| Matthew Gray                        | 23    | männlich   | Bogenschießen      | Platz 4 mit der Mannschaft; Platz 26 im Einzel |
| David Green                         | 36    | männlich   | Reitsport          | Vielseitigkeit-Einzel |
| Nick Green                          | 28    | männlich   | Rudern             | Gold im Vierer ohne Steuermann |
| Paul Greene                         | 23    | männlich   | Leichtathletik     | Platz 8 im dritten Zwischenlauf über 400 Meter; Platz 7 im ersten Halbfinale mit der 400-Meter-Staffel |
| Julia Greville                      | 17    | weiblich   | Schwimmen          | Bronze mit der 200-Meter-Freistilstaffel; Platz 7 über 200 Meter Freistil; Platz 6 mit der 100-Meter-Freistilstaffel |
| Mary Grigson                        | 25    | weiblich   | Radsport           | Platz 15 im Mountainbike |
| Steve Haberman                      | 32    | männlich   | Schießsport        | Platz 17 im Doppeltrap |
| Toby Haenen                         | 22    | männlich   | Schwimmen          | Bronze mit der 100-Meter-Lagenstaffel |
| Mark Hager                          | 32    | männlich   | Hockey             | Bronze mit der Mannschaft |
| Kylie Hanigan                       | 24    | weiblich   | Leichtathletik     | Platz 6 im zweiten Halbfinale mit der 400-Meter-Staffel |
| Mary Hanna                          | 41    | weiblich   | Reitsport          | Platz 24 im Dressur-Einzel |
| Boden Hanson                        | 22    | männlich   | Rudern             | Bronze im Doppelvierer |
| Tanya Harding                       | 24    | weiblich   | Softball           | Bronze mit der Mannschaft |
| Amanda Hardy                        | 24    | weiblich   | Badminton          | Platz 17 im Doppel; Platz 17 im Mixed |
| Natalie Harvey                      | 21    | weiblich   | Leichtathletik     | Platz 15 im zweiten Halbfinale über 5000 Meter |
| Juliet Haslam                       | 27    | weiblich   | Hockey             | Gold mit der Mannschaft |
| Marina Hatzakis                     | 24    | weiblich   | Rudern             | Platz 4 im Doppelzweier |
| Rechelle Hawkes                     | 29    | weiblich   | Hockey             | Gold mit der Mannschaft |
| Matt Hayes                          | 32    | männlich   | Segeln             | Platz 12 im Soling |
| Brett Hayman                        | 24    | männlich   | Rudern             | Platz 6 im Achter |
| Shane Heal                          | 25    | männlich   | Basketball         | Platz 4 mit der Mannschaft |
| Paul Henderson                      | 25    | männlich   | Leichtathletik     | Platz 5 im achten Vorlauf über 100 Meter; Zweites Halbfinale mit der 100-Meter-Staffel |
| Jason Hewitt                        | 21    | männlich   | Baseball           | Platz 7 mit der Mannschaft |
| Lauren Hewitt                       | 17    | weiblich   | Leichtathletik     | Platz 7 mit der 100-Meter-Staffel |
| Bruce Hick                          | 32    | männlich   | Rudern             | Bronze im Leichtgewichts-Doppelzweier |
| Kaylynn Hick                        | 29    | weiblich   | Rudern             | Platz 5 im Achter |
| Darryn Hill                         | 21    | männlich   | Radsport           | Platz 5 im Sprint |
| Narelle Hill                        | 26    | weiblich   | Judo               | Platz 13 im Leichtgewicht |
| Steven Hinton                       | 24    | männlich   | Baseball           | Platz 7 mit der Mannschaft |
| Sue Hobson                          | 38    | weiblich   | Leichtathletik     | Platz 17 über 10.000 Meter |
| Murray Hocking                      | 25    | männlich   | Badminton          | Platz 33 im Einzel; Platz 17 im Mixed |
| Stephen Hodge                       | 35    | männlich   | Radsport           | Platz 98 im Straßenrennen; Platz 23 im Zeitfahren |
| Jennifer Holliday                   | 32    | weiblich   | Softball           | Bronze mit der Mannschaft |
| Simon Hollingsworth                 | 24    | männlich   | Leichtathletik     | Platz 8 im ersten Vorlauf über 400 Meter Hürden |
| Janusz Hooker                       | 26    | männlich   | Rudern             | Bronze im Doppelvierer |
| Steven Horvat                       | 25    | männlich   | Fußball            | Platz 13 mit der Mannschaft |
| Lynden Hosking                      | 23    | männlich   | Boxen              | Platz 17 im Weltergewicht |
| Glen Housman                        | 24    | männlich   | Schwimmen          | Platz 4 mit der 200-Meter-Freistilstaffel |
| Stuart Howell                       | 25    | männlich   | Baseball           | Platz 7 mit der Mannschaft |
| Andrew Hoy                          | 37    | männlich   | Reitsport          | Gold mit der Vielseitigkeit-Mannschaft; Platz 11 im Vielseitigkeit-Einzel |
| Deserie Huddleston-Wakefield-Baynes | 35    | weiblich   | Schießsport        | Bronze im Doppeltrap |
| Bret Hudson                         | 22    | männlich   | Turnen             | Platz 51 in der Mehrkampf-Einzel-Qualifikation; Platz 75 in der Boden-Qualifikation; Platz 55 in der Pfersprung-Qualifikation; Platz 55 in der Barren-Qualifikation; Platz 75 in der Reck-Qualifikation; Platz 78 in der Ringe-Qualifikation; Platz 73 in der Seitpferd-Qualifikation |
| Joanna Hughes                       | 18    | weiblich   | Turnen             | Platz 10 im Mannschaftsmehrkampf; Platz 34 im Mehrkampf-Einzel; Platz 62 in der Schwebebalken-Qualifikation; Platz 76 in der Stufenbvarren-Qualifikation; Platz 41 in der Pferdsprung-Qualifikation; Platz 38 in der Boden-Qualifikation                                              |
| Natalie Hunter                      | 29    | weiblich   | Kanurennsport      | Platz 8 im Kajak-Vierer |
| Hussy Hussein                       | 20    | männlich   | Boxen              | Platz 9 im Fliegengewicht |
| David Hynes                         | 24    | männlich   | Baseball           | Platz 7 mit der Mannschaft |
| Alison Inverarity                   | 25    | weiblich   | Leichtathletik     | Hochsprung-Qualifikation |
| Tim Jackson                         | 27    | männlich   | Leichtathletik     | Zweites Halbfinale mit der 100-Meter-Staffel |
| Robert Jahrling                     | 22    | männlich   | Rudern             | Platz 6 im Achter |
| Jane Jamieson                       | 21    | weiblich   | Leichtathletik     | Platz 20 im Siebenkampf |
| Steven Jarvin                       | 36    | männlich   | Segeln             | Platz 12 im Soling |
| Tonny Jensen                        | 24    | männlich   | Basketball         | Platz 4 mit der Mannschaft |
| Alexander Johnson                   | 27    | männlich   | Moderner Fünfkampf | Einzel |
| Emma Johnson                        | 16    | weiblich   | Schwimmen          | Bronze mit der 200-Meter-Freistilstaffel; Platz 12 über 400 Meter Freistil; Platz 17 über 200 Meter Lagen; Platz 5 über 400 Meter Lagen |
| Russell Johnstone                   | 31    | männlich   | Reitsport          | Platz 18 mit der Springreiten-Mannschaft; Platz 61 in der qualifikation des Springreiten-Einzel |
| Patrick Jonker                      | 27    | männlich   | Radsport           | Platz 102 im Straßenrennen; Platz 8 im Zeitfahren |
| Michael Joubert                     | 26    | männlich   | Leichtathletik     | Platz 5 im ersten Vorlauf über 400 Meter; Platz 7 im ersten Halbfinale mit der 400-Meter-Staffel |
| Rebecca Joyce                       | 25    | weiblich   | Rudern             | Bronze im Leichtgewichts-Doppelzweier |
| Frank Juric                         | 22    | männlich   | Fußball            | Platz 13 mit der Mannschaft |
| Nicole Kantek                       | 15    | weiblich   | Turnen             | Platz 10 im Mannschaftsmehrkampf; Platz 88 in der Mehrkampf-Qualifikation; Platz 93 in der Schwebebalken-Qualifikation; Platz 96 in der Stufenbarren-Qualifikation; Platz 70 in der Pferdsprung-Qualifikation; Platz 77 in der Boden-Qualifikation                                    |
| Haimish Karrasch                    | 20    | männlich   | Rudern             | Platz 6 im Leichtgewichts-Vierer ohne Steuermann |
| Shane Kelly                         | 24    | männlich   | Radsport           | 1000-Meter-Zeitfahren |
| Angela Kennedy                      | 20    | weiblich   | Schwimmen          | Silber mit der 100-Meter-Lagenstaffel; Platz 18 über 100 Meter Schmetterling |
| Steve Kettner                       | 27    | männlich   | Gewichtheben       | Platz 15 im Super-Schwergewicht |
| Stefan Botev Khristov               | 28    | männlich   | Gewichtheben       | Bronze im Super-Schwergewicht |
| Tom King                            | 23    | männlich   | Segeln             | Platz 23 im 470er |
| Tina Kirkman                        | 26    | weiblich   | Judo               | Platz 19 im Extra-Leichtgewicht |
| Michael Klim                        | 18    | männlich   | Schwimmen          | Bronze mit der 100-Meter-Lagenstaffel; Platz 10 über 200 Meter Freistil; Platz 6 mit der 100-Meter-Freistilstaffel; Platz 4 mit der 200-Meter-Freistilstaffel; Platz 6 über 200 Meter Schmetterling                                                                                   |
| Carmen Klomp                        | 21    | weiblich   | Rudern             | Platz 5 im Achter |
| Kiril Kounev                        | 28    | männlich   | Gewichtheben       | Platz 4 im Leicht-Schwergewicht |
| Daniel Kowalski                     | 21    | männlich   | Schwimmen          | Silber über 1500 Meter Freistil; Bronze über 200 Meter Freistil; Bronze über 400 Meter Freistil; Platz 4 mit der 200-Meter-Freistilstaffel |
| Mark Ladbrook                       | 24    | männlich   | Leichtathletik     | Platz 5 im achten Vorlauf über 400 Meter; Platz 7 im ersten Halbfinale mit der 400-Meter-Staffel |
| Jodi Lambert                        | 25    | weiblich   | Leichtathletik     | Platz 7 mit der 100-Meter-Staffel |
| Andrew Landenberger                 | 29    | männlich   | Segeln             | Silber im Tornado |
| Paul Langley                        | 24    | männlich   | Tischtennis        | Platz 49 im Einzel; Platz 25 im Doppel |
| Russ Lavale                         | 22    | männlich   | Tischtennis        | Platz 25 im Doppel |
| Tony Lawson                         | 24    | männlich   | Wasserspringen     | Platz 28 vom Turm |
| Virginia Lee                        | 31    | weiblich   | Rudern             | Bronze im Leichtgewichts-Doppelzweier |
| Lynda Lehmann                       | 37    | weiblich   | Kanurennsport      | Platz 8 im Kajak-Vierer über 500 Meter |
| Kirsty-Leigh Brown                  | 14    | weiblich   | Turnen             | Platz 10 im Mannschaftsmehrkampf; Platz 104 in der Mehrkampf-Qualifikation; Platz 95 in der Schwebebalken-Qualifikation; Platz 91 in der Stufenbarren-Qualifikation; Platz 97 in der Pferdsprung-Qualifikation                                                                        |
| Joyce Lester                        | 38    | weiblich   | Softball           | Bronze mit der Mannschaft |
| Grant Leury                         | 28    | männlich   | Kanurennsport      | Platz 7 im Kajak-Zweier über 1000 Meter |
| Hayley Lewis                        | 22    | weiblich   | Schwimmen          | Platz 15 über 400 Meter Freistil; Platz 13 über 800 Meter Freistil |
| Paul Snowden Lewis                  | 29    | männlich   | Hockey             | Bronze mit der Mannschaft |
| Jenny Lidgett                       | 31    | weiblich   | Segeln             | Platz 8 im 470er |
| Lisa Lightfoot                      | 29    | weiblich   | Leichtathletik     | Platz 6 im vierten Vorlauf über 800 Meter |
| Sten Lindberg                       | 22    | männlich   | Baseball           | Platz 7 mit der Mannschaft |
| Nicole Livingstone                  | 25    | weiblich   | Schwimmen          | Bronze mit der 200-Meter-Freistilstaffel; Platz 7 über 100 Meter Rücken; Platz 18 über 200 Meter Rücken |
| Scott Logan                         | 19    | männlich   | Schwimmen          | Platz 6 mit der 100-Meter-Freistilstaffel |
| Goran Lozanovski                    | 22    | männlich   | Fußball            | Platz 13 mit der Mannschaft |
| Jennifer Luff                       | 30    | weiblich   | Rudern             | Platz 5 im Achter |
| Gary Lynagh                         | 26    | männlich   | Rudern             | Platz 6 im Leichtgewichts-Vierer ohne Steuermann |
| Paul Lynch                          | 28    | männlich   | Kanurennsport      | Platz 9 im Kajak-Vierer über 1000 Meter |
| Cameron Mackenzie                   | 26    | männlich   | Leichtathletik     | Platz 7 im zweiten Halbfinale mit der 400-Meter-staffel |
| Lise Mackie                         | 20    | weiblich   | Schwimmen          | Bronze mit der 200-Meter-Freistilstaffel; Platz 6 mit der 100-Meter-Freistilstaffel |
| Sam MacKinnon                       | 19    | männlich   | Basketball         | Platz 4 mit der Mannschaft |
| Richard Macquire                    | 24    | männlich   | Kanuslalom         | Platz 24 im Kajak-Einer |
| Brett Maher                         | 23    | männlich   | Basketball         | Platz 4 mit der Mannschaft |
| Robyn Maher                         | 36    | weiblich   | Basketball         | Bronze mit der Mannschaft |
| Clover Maitland                     | 24    | weiblich   | Hockey             | Gold mit der Mannschaft |
| Sue Malaxos                         | 34    | weiblich   | Leichtathletik     | Platz 57 im Marathon |
| Anne Manning                        | 36    | weiblich   | Leichtathletik     | Platz 19 über 10 Kilometer Gehen |
| Rod Mapstone                        | 26    | männlich   | Leichtathletik     | Platz 6 im sechsten Vorlauf über 100 Meter; Zweites Halbfinale mit der 100-Meter-Staffel |
| Russel Mark                         | 32    | männlich   | Schießsport        | Gold im Doppeltrap; Platz 13 im Trap |
| Karen Marsden                       | 33    | weiblich   | Hockey             | Gold mit der Mannschaft |
| Lisa Martin-Ondieki                 | 36    | weiblich   | Leichtathletik     | Marathon |
| Myfanwy Matthews                    | 20    | weiblich   | Bogenschießen      | Platz 48 im Einzel |
| John Maxwell                        | 44    | männlich   | Schießsport        | Platz 4 im Trap |
| Kerryn McCann                       | 29    | weiblich   | Leichtathletik     | Platz 28 im Marathon |
| Stephen McConaghy                   | 28    | männlich   | Segeln             | Platz 12 im Soling |
| Sally McDermid                      | 31    | weiblich   | Softball           | Bronze mit der Mannschaft |
| Damian McDonald                     | 24    | männlich   | Radsport           | Platz 65 im Straßenrennen |
| Grant McDonald                      | 22    | männlich   | Baseball           | Platz 7 mit der Mannschaft |
| Robbie McEwan                       | 24    | männlich   | Radsport           | Platz 23 im Straßenrennen |
| Cameron McFadzean                   | 25    | männlich   | Kanurennsport      | Platz 9 im Kajak-Einer über 500 Meter |
| Brad McGee                          | 20    | männlich   | Radsport           | Bronze in der Mannschaftsverfolgung; Bronze in der Einzelverfolgung |
| Mike McKay                          | 31    | männlich   | Rudern             | Gold im Vierer ohne Steuermann |
| Paul McKenzie                       | 28    | männlich   | Segeln             | Platz 6 im Finn Dinghy |
| Owen McMahon                        | 25    | männlich   | Segeln             | Platz 23 im 470er |
| Andrew McNally                      | 22    | männlich   | Baseball           | Platz 7 mit der Mannschaft |
| Louise McPaul-Currey                | 27    | weiblich   | Leichtathletik     | Silber im Speerwurf |
| Rachel McQuillan                    | 24    | weiblich   | Tennis             | Platz 33 im Einzel |
| Francine McRae                      | 27    | weiblich   | Softball           | Bronze mit der Mannschaft |
| Craig Meuleman                      | 30    | männlich   | Schießsport        | Platz 20 im Skeet |
| Jim Miller                          | 22    | männlich   | Leichtathletik     | Platz 16 in der Stabhochsprungqualifikation |
| Scott Miller                        | 21    | männlich   | Schwimmen          | Silber über 100 Meter Schmetterling; Bronze mit der 100-Meter-Lagenstaffel; Platz 5 über 200 Meter Schmetterling |
| Ryan Mitchell                       | 19    | männlich   | Schwimmen          | Platz 11 über 200 Meter Brust |
| Steve Moneghetti                    | 33    | männlich   | Leichtathletik     | Platz 7 im Marathon |
| Ruth Moniz                          | 18    | weiblich   | Turnen             | Platz 10 im Mannschaftsmehrkampf; Platz 35 im Mehrkampf; Platz 30 in der Schwebebalken-Qualifikation; Platz 40 in der Stufenbarren-Qualifikation; Platz 84 in der Pferdsprung-Qualifikation; Platz 80 in der Boden-Qualifikation                                                      |
| John Moore                          | 27    | männlich   | Baseball           | Platz 7 mit der Mannschaft |
| Ante Moric                          | 22    | männlich   | Fußball            | Platz 13 mit der Mannschaft |
| Lisa Moro                           | 15    | weiblich   | Turnen             | Platz 10 im Mannschaftsmehrkampf; Platz 77 in der Mehrkampf-Qualifikation; Platz 47 in der Schwebebalken-Qualifikation; Platz 35 in der Stufenbarren-Qualifikation; Platz 96 in der Pferdsprung-Qualifikation; Platz 46 in der Boden-Qualifikation                                    |
| Jenny Morris                        | 23    | weiblich   | Hockey             | Gold mit der Mannschaft |
| Brian Morton                        | 26    | männlich   | Kanurennsport      | Platz 9 im Kajak-Vierer über 1000 Meter |
| Andrew Murphy                       | 26    | männlich   | Leichtathletik     | Platz 34 in der Dreisprungqualifikation |
| Michael Murphy                      | 22    | männlich   | Wasserspringen     | Platz 6 vom Brett |
| Pat Murray                          | 51    | männlich   | Schießsport        | Platz 21 mit der Schnellfeuerpistole |
| Kevin Muscat                        | 22    | männlich   | Fußball            | Platz 13 mit der Mannschaft |
| Michael Nakamura                    | 19    | männlich   | Baseball           | Platz 7 mit der Mannschaft |
| Lee Naylor                          | 25    | weiblich   | Leichtathletik     | Platz 8 im vierten Zwischenlauf über 400 Meter; Platz 6 im zweiten Vorlauf mit der 400-Meter-Staffel |
| Gary Neiwand                        | 29    | männlich   | Radsport           | Platz 4 im Sprint |
| Nadine Neumann                      | 20    | weiblich   | Schwimmen          | Platz 6 über 200 Meter Brust |
| Sally Newmarch                      | 21    | weiblich   | Rudern             | Platz 9 im Doppelvierer |
| Johnny Nguyen                       | 21    | männlich   | Gewichtheben       | Platz 17 im Fliegengewicht |
| Yanda Nossiter                      | 19    | weiblich   | Kanurennsport      | Platz 8 im Kajak-Vierer über 500 Meter |
| Cory O’Brien                        | 24    | männlich   | Ringen             | Platz 19 im Bantamgewicht Freistil |
| Stuart O’Grady                      | 22    | männlich   | Radsport           | Bronze in der Mannschaftsverfolgung; Bronze im Punktefahren |
| Susie O’Neill                       | 22    | weiblich   | Schwimmen          | Gold über 200 Meter Schmetterling; Silber mit der 100-Meter-Lagenstaffel; Bronze mit der 200-Meter-Freistilstaffel; Platz 5 über 200 Meter Freistil; Platz 6 mit der 100-Meter-Freistilstaffel; Platz 5 über 100 Meter Schmetterling                                                  |
| Tim O’Shannessey                    | 24    | männlich   | Radsport           | Bronze in der Mannschaftsverfolgung |
| Shelley Oates-Wilding               | 31    | weiblich   | Kanurennsport      | Platz 8 im Kajak-Vierer über 500 Meter |
| Sarah Osvath                        | 32    | weiblich   | Fechten            | Platz 38 im Degen-Einzel |
| Elli Overton                        | 22    | weiblich   | Schwimmen          | Platz 14 über 100 Meter Rücken; Platz 5 über 200 Meter Lagen; Platz 14 über 400 Meter Lagen |
| Rein Ozoline                        | 29    | männlich   | Ringen             | Platz 17 im Weltergewicht Freistil |
| Anna Ozolins                        | 22    | weiblich   | Rudern             | Platz 5 im Achter |
| Matthew Pallister                   | 27    | männlich   | Kanuslalom         | Platz 38 im Kajak-Einer |
| Jennifer Parlevliet                 | 36    | weiblich   | Reitsport          | Platz 18 mit der Springreiten-Mannschaft; Qualifikation im Springreiten-Einzel |
| Julian Paynter                      | 26    | männlich   | Leichtathletik     | Platz 12 im zweiten Halbfinale über 5000 Meter |
| Robbie Peden                        | 22    | männlich   | Boxen              | Platz 9 im Federgewicht |
| Jackie Pereira                      | 31    | weiblich   | Hockey             | Gold mit der Mannschaft |
| Nova Peris-Kneebone                 | 25    | weiblich   | Hockey             | Gold mit der Mannschaft |
| Kieren Perkins                      | 22    | männlich   | Schwimmen          | Gold über 1500 Meter Freistil; Platz 4 mit der 200-Meter-Freistilstaffel |
| Haylea Petrie                       | 27    | weiblich   | Softball           | Bronze mit der Mannschaft |
| Mark Philippoussis                  | 19    | männlich   | Tennis             | Platz 9 im Einzel |
| Mick Pikos                          | 42    | männlich   | Ringen             | Platz 16 im Superschwergewicht Freistil |
| Renée Poetschka                     | 25    | weiblich   | Leichtathletik     | Platz 7 im zweiten Halbfinale über 400 Meter; Platz 6 im zweiten Halbfinale mit der 400-Meter-Staffel |
| Nick Porzig                         | 24    | männlich   | Rudern             | Platz 6 im Achter |
| Kerri Pottharst                     | 31    | weiblich   | Beachvolleyball    | Bronze |
| Katrina Powell                      | 24    | weiblich   | Hockey             | Gold mit der Mannschaft |
| Lisa Powell-Carruthers              | 26    | weiblich   | Hockey             | Gold mit der Mannschaft |
| Brian Power                         | 22    | männlich   | Judo               | Platz 21 im Extra-Leichtgewicht |
| Julien Prosser                      | 24    | männlich   | Beachvolleyball    | Platz 9 |
| Nicole Provis-Bradtke               | 26    | weiblich   | Tennis             | Platz 33 im Einzel |
| Sean Quilty                         | 30    | männlich   | Leichtathletik     | Platz 34 im Marathon |
| Pat Reidy                           | 25    | männlich   | Basketball         | Platz 4 mit der Mannschaft |
| Bob Renney                          | 21    | männlich   | Ringen             | Platz 18 im Leicht-Schwergewicht Freistil |
| Nicole Richardson                   | 26    | weiblich   | Softball           | Bronze mit der Mannschaft |
| Sam Riley                           | 23    | weiblich   | Schwimmen          | Silber mit der 100-Meter-Lagenstaffel; Bronze über 100 Meter Brust; Platz 4 über 200 Meter Brust |
| Kylie Risk                          | 22    | weiblich   | Leichtathletik     | Erstes Halbfinale über 10.000 Meter |
| Annmaree Roberts                    | 19    | weiblich   | Schießsport        | Platz 7 im Doppeltrap |
| Clint Robinson                      | 23    | männlich   | Kanurennsport      | Bronze im Kajak-Einer über 1000 Meter |
| Fiona Robinson                      | 27    | weiblich   | Basketball         | Bronze mit der Mannschaft |
| Jane Robinson                       | 26    | weiblich   | Rudern             | Platz 9 im Doppelvierer |
| Rohan Robinson                      | 24    | männlich   | Leichtathletik     | Platz 5 über 400 Meter Hürden |
| Danni Roche                         | 26    | weiblich   | Hockey             | Gold mit der Mannschaft |
| Melanie Roche                       | 25    | weiblich   | Softball           | Bronze mit der Mannschaft |
| Jodie Rogers                        | 26    | weiblich   | Wasserspringen     | Platz 15 vom Brett |
| Sarah Ryan                          | 19    | weiblich   | Schwimmen          | Silber mit der 100-Meter-Lagenstaffel; Platz 20 über 50 Meter Freistil; Platz 6 über 100 Meter Freistil; Platz 6 mit der 100-Meter-Freistilstaffel |
| Philip Rogers                       | 25    | männlich   | Schwimmen          | Bronze mit der 100-Meter-Lagenstaffel; Platz 5 über 100 Meter Brust; Platz 5 über 200 Meter Brust |
| Gillian Rolton                      | 40    | weiblich   | Reitsport          | Gold mit der Vielseitigkeit-Mannschaft |
| Tony Ronaldson                      | 24    | männlich   | Basketball         | Platz 4 mit der Mannschaft |
| Richard Rowles                      | 23    | männlich   | Boxen              | Platz 17 im Leichtmittelgewicht |
| Vicky Roycroft                      | 43    | weiblich   | Reitsport          | Platz 18 mit der Springreiten-Mannschaft; Platz 55 in der Qualifikation des Springreiten-Einzel |
| Bronwyn Roye                        | 26    | weiblich   | Rudern             | Platz 4 im Doppelvierer |
| Dion Russell                        | 21    | männlich   | Leichtathletik     | Platz 47 über 20 Kilometer Gehen |
| Amy Safe                            | 20    | weiblich   | Rudern             | Platz 5 im Achter |
| Ben Sandstrom                       | 40    | männlich   | Schießsport        | Platz 29 mit der Luftpistole; Platz 35 mit der Freien Pistole |
| Yuri Sarkisyan                      | 34    | männlich   | Gewichtheben       | Platz 7 im Bantamgewicht |
| Jane Saville                        | 21    | weiblich   | Leichtathletik     | Platz 26 über 10 Kilometer Gehen |
| Kerry Saxby-Junna                   | 35    | weiblich   | Leichtathletik     | Platz 12 über 10 Kilometer Gehen |
| Wendy Schaeffer                     | 21    | weiblich   | Reitsport          | Gold mit der Vielseitigkeit-Mannschaft |
| Andrew Scott                        | 26    | männlich   | Baseball           | Platz 7 mit der Mannschaft |
| Peter Scott                         | 22    | männlich   | Kanurennsport      | Platz 7 im Kajak-Zweier über 1000 Meter |
| Robert Scott                        | 26    | männlich   | Rudern             | Silber im Zweier ohne Steuermann |
| Matthew Sheldon-Collins             | 33    | männlich   | Baseball           | Platz 7 mit der Mannschaft |
| Simon Sheldon-Collins               | 29    | männlich   | Baseball           | Platz 7 mit der Mannschaft |
| Lisa Skinner                        | 15    | weiblich   | Turnen             | Platz 10 im Mannschaftsmehrkampf; Platz 36 im Mehrkampf; Platz 42 in der Schwebebalken-Qualifikation; Platz 50 in der Stufenbarren-Qualifikation; Platz 72 in der Pferdsprung-Qualifikation; Platz 49 in der Boden-Qualifikation                                                      |
| Kate Slatter                        | 24    | weiblich   | Rudern             | Gold im Zweier ohne Steuermann |
| Grant Smith                         | 25    | männlich   | Hockey             | Bronze mit der Mannschaft |
| Jennifer Smith                      | 16    | weiblich   | Turnen             | Platz 10 im Mannschaftsmehrkampf; Platz 53 in der Mehrkampf-Qualifikation; Platz 58 in der Schwebebalken-Qualifikation; Platz 81 in der Stufenbarren-Qualifikation; Platz 53 in der Pferdsprung-Qualifikation; Platz 59 in der Boden-Qualifikation                                    |
| Matthew Smith                       | 22    | männlich   | Hockey             | Bronze mit der Mannschaft |
| Mark Smythe                         | 23    | männlich   | Tischtennis        | Platz 49 im Einzel |
| Ron Snook                           | 24    | männlich   | Rudern             | Bronze im Doppelvierer |
| Joe Spiteri                         | 23    | männlich   | Fußball            | Platz 13 mit der Mannschaft |
| Rachael Sporn                       | 28    | weiblich   | Basketball         | Bronze mit der Mannschaft |
| Anita Spring                        | 31    | weiblich   | Beachvolleyball    | Platz 7 |
| Daniel Sproule                      | 22    | männlich   | Hockey             | Bronze mit der Mannschaft |
| Jay Stacy                           | 27    | männlich   | Hockey             | Bronze mit der Mannschaft |
| Paul Staight                        | 21    | männlich   | Badminton          | Platz 9 im Doppel |
| Kate Starre                         | 24    | weiblich   | Hockey             | Gold mit der Mannschaft |
| Trent Steed                         | 19    | männlich   | Schwimmen          | Platz 15 über 400 Meter Lagen |
| Neil Stephens                       | 32    | männlich   | Radsport           | Platz 19 im Straßenrennen |
| Paul Stevenson                      | 30    | männlich   | Badminton          | Platz 17 im Mixed |
| Geoffrey Stewart                    | 22    | männlich   | Rudern             | Platz 6 im Achter |
| James Stewart                       | 22    | männlich   | Rudern             | Platz 6 im Achter |
| Megan Still                         | 23    | weiblich   | Rudern             | Gold im Doppelzweier |
| Jason Stoltenberg                   | 26    | männlich   | Tennis             | Platz 17 im Einzel |
| Jo Stone                            | 23    | weiblich   | Leichtathletik     | Platz 16 in der Speerwurfqualifikation |
| Rennae Stubbs                       | 25    | weiblich   | Tennis             | Platz 33 im Einzel |
| Natasha Sturges                     | 21    | weiblich   | Segeln             | Platz 9 im Windsurfen |
| Lara Sullivan                       | 26    | weiblich   | Judo               | Platz 20 im Halb-Mittelgewicht |
| James Swan                          | 22    | männlich   | Boxen              | Platz 17 im Bantamgewicht |
| Gabor Szabo                         | 28    | männlich   | Judo               | Platz 21 im Halb-Mittelgewicht |
| Miklos Szabo                        | 40    | männlich   | Judo               | Platz 21 im Schwergewicht |
| Petria Thomas                       | 20    | weiblich   | Schwimmen          | Silber über 200 Meter Schmetterling |
| Bronwyn Thompson                    | 23    | weiblich   | Rudern             | Platz 5 im Achter |
| Stuart Thompson                     | 26    | männlich   | Baseball           | Platz 7 mit der Mannschaft |
| Danny Tiatto                        | 23    | männlich   | Fußball            | Platz 13 mit der Mannschaft |
| Michele Timms                       | 31    | weiblich   | Basketball         | Bronze mit der Mannschaft |
| Rick Timperi                        | 29    | männlich   | Boxen              | Platz 17 im Leichtschwergewicht |
| Brendan Todd                        | 22    | männlich   | Segeln             | Platz 8 im Windsurfen |
| Carol Tomscala                      | 41    | weiblich   | Schießsport        | Platz 37 mit der Sportpistole |
| James Tomkins                       | 30    | männlich   | Rudern             | Gold im Vierer ohne Steuermann |
| Shane Tonkin                        | 25    | männlich   | Baseball           | Platz 7 mit der Mannschaft |
| Liane Tooth                         | 34    | weiblich   | Hockey             | Gold mit der Mannschaft |
| Loudy Tourky                        | 17    | weiblich   | Wasserspringen     | Platz 19 vom Brett |
| Lee Trautsch                        | 25    | männlich   | Boxen              | Platz 17 im Leichtweltergewicht |
| Andrew Trim                         | 27    | männlich   | Kanurennsport      | Bronze im Kajak-Zweier über 500 Meter |
| Peter Tsekenis                      | 22    | männlich   | Fußball            | Platz 13 mit der Mannschaft |
| Scott Tunkin                        | 22    | männlich   | Baseball           | Platz 7 mit der Mannschaft |
| Lucy Tyler-Sharman                  | 31    | weiblich   | Radsport           | Bronze im Punktefahren |
| Chris Unthank                       | 23    | männlich   | Leichtathletik     | Platz 8 im zweiten Halbfinale über 3000 Meter Hindernis |
| Richard Vagg                        | 28    | männlich   | Baseball           | Platz 7 mit der Mannschaft |
| Karen van Wirdum                    | 25    | weiblich   | Schwimmen          | Platz 15 über 50 Meter Freistil |
| Kyle Vander-Kuyp                    | 25    | männlich   | Leichtathletik     | Platz 7 über 110 Meter Hürden |
| Ian Vander-Wal                      | 24    | männlich   | Schwimmen          | Platz 6 mit der 100-Meter-freistilstaffel; Platz 4 mit der 200-Meter-Freistilstaffel |
| Aurelio Vidmar                      | 29    | männlich   | Fußball            | Platz 13 mit der Mannschaft |
| Mark Viduka                         | 19    | männlich   | Fußball            | Platz 13 mit der Mannschaft |
| Ben Vincent                         | 19    | männlich   | Ringen             | Platz 18 im Schwergewicht Freistil |
| Lisa-Marie Vizaniari                | 24    | weiblich   | Leichtathletik     | Platz 8 im Diskuswurf |
| Andrew Vlahov                       | 27    | männlich   | Basketball         | Platz 4 mit der Mannschaft |
| Peter Vogler                        | 31    | männlich   | Baseball           | Platz 7 mit der Mannschaft |
| Jimmy Walker                        | 24    | männlich   | Kanurennsport      | Platz 9 im Kajak-Vierer über 1000 Meter |
| Robert Walker                       | 22    | männlich   | Rudern             | Platz 6 im Achter |
| Natalie Ward                        | 20    | weiblich   | Softball           | Bronze mit der Mannschaft |
| Ken Wark                            | 34    | männlich   | Hockey             | Bronze mit der Mannschaft |
| Tracey Watson-Gaudry                | 27    | weiblich   | Radsport           | Platz 39 im Straßenrennen |
| Kathy Watt                          | 31    | weiblich   | Radsport           | Platz 9 im Straßenrennen; Platz 4 im Zeitfahren |
| Richard Wearne                      | 24    | männlich   | Rudern             | Platz 6 im Achter |
| David Weightman                     | 24    | männlich   | Rudern             | Silber im Zweier ohne Steuermann |
| Richard Weiss                       | 23    | männlich   | Ringen             | Platz 16 im Leichtgewicht Freistil |
| Jenny Whittle                       | 22    | weiblich   | Basketball         | Bronze mit der Mannschaft |
| Karina Wieland                      | 21    | weiblich   | Rudern             | Platz 5 im Achter |
| Brooke Wilkins                      | 22    | weiblich   | Softball           | Bronze mit der Mannschaft |
| David Wilkinson                     | 22    | männlich   | Judo               | Platz 17 im Mittelgewicht |
| Jeff Williams                       | 23    | männlich   | Baseball           | Platz 7 mit der Mannschaft |
| Andrew Wilson                       | 31    | männlich   | Kanuslalom         | Platz 14 im Kanadier-Zweier |
| Anna Wilson                         | 24    | weiblich   | Radsport           | Platz 17 im Straßenrennen; Platz 10 im Zeitfahren |
| Bryan Wilson                        | 33    | männlich   | Schießsport        | Platz 18 auf die laufende Scheibe |
| Anna Windsor                        | 20    | weiblich   | Schwimmen          | Platz 6 mit der 100-Meter-Freistilstaffel |
| Peter Winter                        | 25    | männlich   | Leichtathletik     | Zehnkampf |
| Todd Woodbridge                     | 25    | männlich   | Tennis             | Gold im Doppel |
| Mark Woodforde                      | 30    | männlich   | Tennis             | Gold im Doppel |
| Dean Woods                          | 30    | männlich   | Radsport           | Bronze in der Mannschaftsverfolgung |
| Robert Woods                        | 28    | männlich   | Radsport           | Platz 16 im Mountainbike |
| Annette Woodward                    | 48    | weiblich   | Schießsport        | Platz 23 mit der Sportpistole |
| Danielle Woodward                   | 31    | weiblich   | Kanuslalom         | Platz 12 im Kajak-Einer |
| Song Yang                           | 31    | weiblich   | Badminton          | Platz 33 im Einzel |
| Michael York                        | 28    | männlich   | Hockey             | Bronze mit der Mannschaft |
| Lee Zahner                          | 22    | männlich   | Beachvolleyball    | Platz 9 |
| Len Zaslavsky                       | 26    | männlich   | Ringen             | Platz 15 im Federgewicht Freistil |
| Shirley Zhou                        | 18    | weiblich   | Tischtennis        | Platz 33 im Einzel; Platz 25 im Doppel |
| Stella Zhou                         | 23    | weiblich   | Tischtennis        | Platz 25 im Doppel |